# Tennis club municipal de Denain
Le TCM Denain a été créé le 25 novembre 1898 par Jean Le Bret et l'anglais Mark Aimé Charles Jennings sous le nom de Lawn Tennis Denaisien.
Au fil des années, le club s'est développé pour devenir l'un des clubs phares du tennis français, en particulier sur le circuit féminin.
Chaque année en juillet, le TCM Denain organise un tournoi féminin d'une dotation de 25.000$, l'Open féminin de la Porte du Hainaut. Le tournoi a accueilli de grandes joueuses du circuit WTA comme Andrea Petkovic, Anna Lena Grönefled, Sara Errani, Sabine Lisicki ou encore Timea Bacsinszky.
Le TCM Denain a également inscrit son nom dans le palmarès du tennis français en remportant à deux reprises (2012 et 2014) les Championnats de France par équipes de tennis avec ses capitaines adjoints Ch Honthaas en 2012 et Ph Tribes en 2014. Porté par la française Alizé Cornet, le TCM Denain a battu en finale le club de Levallois en 2012 et l'ASPTT Metz en 2014.
En 2014, le TCM Denain sous la direction de            Ph Tribes a obtenu la qualification de trois joueuses du club pour la phase finale au championnat de France individuel à Roland Garros et ce dans trois catégories distinctes.
Après une 4 ème place en 2014, l’équipe filles des 15/16 ans du TCM Denain a remporté le championnat de France par équipes en 2015, sous la houlette de Ph Tribes et de son capitaine Franck Bertagnol.
En octobre 2018, Yannick Noah, vainqueur de Roland-Garros 1983, a inauguré le nouveau complexe tennistique du TCM Denain qui marque l'arrivée de 3 courts de tennis intérieurs et de 2 courts de Padel intérieurs.

## Palmarès
- Championnat de France première division féminine (2) :
  - Vainqueur en 2012 et 2014
  - Finaliste en 2007 et 2011